# Eugène Roissard de Bellet
Pour les articles homonymes, voir Roissard (homonymie) et Bellet (homonymie).
Le baron Eugène Roissard de Bellet, né le 24 octobre 1836 à Nice (alors province de Nice du royaume de Sardaigne) et mort le 24 octobre 1918 à Nice (Alpes-Maritimes, France), est un homme politique français, conseiller général et député conservateur des Alpes-Maritimes sous la Troisième République.

## Biographie
Après des études de droit à l'Université de Turin, il devient employé dans l'administration de l'enregistrement à Nice puis banquier.
Grand propriétaire foncier dans le canton de St-Martin-Lantosque, il y est élu conseiller général en octobre 1871, avant de devenir député de la circonscription de Nice-campagne en février 1876. Il siège alors au sein du Groupe constitutionnel (centre droit) et soutient le ministère du duc de Broglie lors de la crise du 16 mai 1877. Réélu en octobre 1877, grâce au soutien de l'administration préfectorale, il s'inscrit au Centre gauche mais ne se représente pas lors des élections législatives de 1881. Son échec marque celui de la droite dans le département. Il se retire ensuite de la vie politique.

## Mandats
- Conseiller général de St-Martin-Lantosque (1871-1880).
- Conseiller municipal de Nice.
- Député des Alpes-Maritimes (1876-1881).

## Décorations
- Officier de la Couronne d'Italie.